# Bacchides
Bacchides (tiếng Hy Lạp: Βακχίδης) là một vị tướng lĩnh người Hy Lạp thời kỳ Hy Lạp hóa, ông là bạn của vị vua Hy Lạp-Syria Demetrios, "vua của vùng đất ở bên kia dòng sông"-Euphrates. Demetrius phái ông đến Judea vào năm 161 TCN cùng với một đội quân lớn để nhằm tôn Alcimos lên làm giáo sĩ tối cao(I Macc vii.. 8, 9). Những người Assidea thân thiện cả tin mong chờ tình hữu nghị từ ông, nhưng trái với lời thề và giao ước, ông đã tàn nhẫn giết chết sáu mươi người của họ (ib. vii 16.). Rời khỏi Jerusalem, ông đã tiến hành tàn sát ở Bezeth (Bethzecha) và sau khi bàn giao vùng đất lại cho Alcimus, ông quay trở về chỗ nhà vua (ib. vii 19, 20.).
Demetrios đã phái Bacchides trở lại Judea. Một quân đội Hy Lạp, dưới quyền tướng Nicanor, đã bị đánh bại bởi Judas Maccabeus (ib. vii. 26-50) trong trận Adasa. Nicanor đã bị giết gần Adasa . Bacchides được phái đi cùng với Alcimos và một đội quân gồm hai mươi ngàn bộ binh và hai nghìn kỵ binh. Bacchides đã chạm trán Judas tại Trận Elasa (Laisa). Judas đã bị giết và quân đội của ông bị đánh bại.
Bacchides lúc này đây lập phe thân Hy Lạp lên làm những người cai trị ở Judea, và bức hại những người yêu nước(ib. ix 25-27.) dưới sự chỉ huy của Jonathan, em trai của Judas, khiến cho họ phải bỏ trốn qua sông Jordan. Bacchides truy đuổi họ vào ngày Sabbath, và một lần nữa bị đánh bại, mất một ngàn người lính (ib. ix. 43-49). Ông đã quay trở về Jerusalem, và để nhằm khuất phục người Do Thái, ông đã tăng cường không chỉ ở Acra, mà còn ở Jericho, Emmaus, Beth-horon, Beth-el, Thamnata (Timnatha), Pharathon, Tephon, Beth zur-, và Gazara (IB. ix 50-52). Ngay sau đó, Alcimus qua đời và sau khi Bacchides thực hiện một cuộc tấn công thất bại chống lại Jonathan, ông đã quay lại chỗ nhà vua. Do sự xúi giục của phe thân Hy Lạp, ông tiếp tục lần thứ ba chống lại người Do Thái. Chỉ sau khi bị đánh bại nhiều lần bởi Simon, em trai của Judas và Jonathan, ông đã ký kết một hiệp ước hòa bình với Jonathan và rút quân(ib. ix 58-73;. Josephus, Ant xii 10.., § 13; xiii 1)..